# Ваклиново
Ваклиново (болг. Ваклиново) — село в Благоевградской области Болгарии. Входит в состав общины Сатовча. Находится примерно в 7 км к востоку от центра села Сатовча и примерно в 93 км к юго-востоку от центра города Благоевград. По данным переписи населения 2011 года, в селе проживало 958 человек.
До 1960 года носило название Марулево, переименовано в честь Вергила Ваклинова — младшего сержанта болгарских пограничных войск (посмертно — младшего лейтенанта), погибшего в бою с диверсантами.

## Население
| Год     | 1934 | 1946 | 1956 | 1965 | 1975 | 1985 | 1992 | 2001 | 2011 |
| ------- | ---- | ---- | ---- | ---- | ---- | ---- | ---- | ---- | ---- |
| Жителей | 551  | 632  | 743  | 938  | 1050 | 1232 | 1342 | 1225 | 958  |

| Национальность  | Человек | Процент |
| --------------- | ------- | ------- |
| болгары         | 537     | 90,71 % |
| другие          | 7       | 1,18 %  |
| не определились | 45      | 7,6 %   |
| Всего ответов   | 592     |         |

|  |